# Paul Bergholz

Paul Bergholz im Jahr 1901

Paul Erdmann Bergholz (* 27. Juli 1845 in Greifswald; † 3. Januar 1909 in Bremen) war ein deutscher Meteorologe und Lehrer.

## Leben
Paul Bergholz war ein Sohn des Amtsmeisters der Greifswalder Huf- und Waffenschmiede, Joachim Christian Wilhelm Bergholz und dessen Ehefrau, Johanne Amalie geb. Heuer, der Tochter eines Schmiedemeisters aus Greifswald.
Nach seinem Abitur begann Bergholz im Sommersemester 1862 das Studium der Naturwissenschaften an der Universität Greifswald. Dort gehörte er der Greifswalder Burschenschaft Rugia an. Im Wintersemester 1863 wechselte er an die Universität Berlin und gehörte dort der Berliner Burschenschaft Arminia an. Seit Ende 1865 war Bergholz für viereinhalb Jahre an verschiedenen Hüttenwerken der Rheinprovinz als technischer Chemiker tätig. Ab 1870 studierte er an der Universität Göttingen  weiter, wo er im Jahre 1871 mit der Arbeit Über die Entsilberung des Werkbleies mittelst Zink promoviert wurde. 
Kurz danach absolvierte er die Lehramtsprüfung an der Universität Greifswald. Als Lehrer war er 1871 an der Ratsschule in Stralsund, 1875 im schlesischen Guhrau und 1876 in Sprottau tätig. 1878 wurde er als Lehrer für Naturwissenschaften und Mathematik am Gymnasium Bremen angestellt und 1887 zum Oberlehrer befördert. 1899 wurde ihm der Titel Gymnasialprofessor verliehen.

## Meteorologie
Bergholz war neben seinem Lehrerberuf auch als Leiter des meteorologischen Dienstes für Bremen und später als Leiter der meteorologischen Station I. Ordnung tätig. Er war der Begründer des Bremischen Meteorologischen Observatoriums und Direktor bzw. Vorstand desselben.
Von 1900 bis kurz vor seinem Tode war Bergholz Herausgeber des Deutschen Meteorologischen Jahrbuchs.

## Veröffentlichungen
- Über die Entsilberung des Werkbleies mittelst Zink. Dissertation, Dieterich, Göttingen 1871.
- Wilhelm Olbers Focke: Die freie Hansestadt Bremen und ihre Umgebungen. Festgabe den Teilnehmern an der 63. Versammlung der Gesellschaft deutscher Naturforscher und Ärzte.  Schünemann, Bremen 1890. (Mitarbeit)
- Die Orkane des fernen Ostens. Nössler, Bremen [u. a.] 1900. (Digitalisat)
- Jaipur Observatorium. 1902. (und in der Zeitschr. „Weltall“)